# Echinus

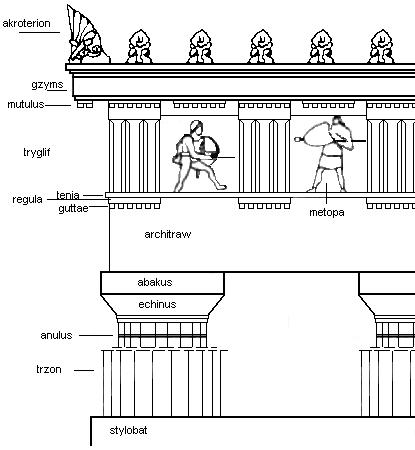
Porządek dorycki

Echinus (łac.; gr. echínos) – lekko wygięty element architektoniczny pod abakusem kapitelu kolumny w porządku doryckim lub toskańskim. 
Ma kształt podobny do płaskiej poduszki. Można spotkać się z użyciem tego określenia w odniesieniu do dolnej części głowicy w porządku jońskim.